# Engyum aurantium
Engyum aurantium är en skalbaggsart som beskrevs av Martins 1970. Engyum aurantium ingår i släktet Engyum och familjen långhorningar. Inga underarter finns listade i Catalogue of Life.